# Niemierzyn (Stettin)
Niemierzyn (bis 1945 deutsch Nemitz) ist ein Ortsteil im Westen der Stadt Szczecin (Stettin).

## Geschichte
Der Ort war seit dem 10./11. Jahrhundert von Slawen besiedelt, was Silberfunde belegen. Seit dem 13. Jahrhundert wurden deutsche Siedler angeworben. 1351 wurde das Dorf vom Bischof von Cammin „nebst 3 dazu behörigen Mühlen“ an die Stadt Stettin verkauft. 1900 wurde es nach Stettin eingemeindet. In Nemitz befanden sich ab 1863 die Kückenmühler Anstalten, die 1940 aufgelöst wurden.

## Museum
Das 1907 erbaute Straßenbahndepot an der ul. Niemierzyńska ist heute Museum für Technik und Verkehr.

## Söhne und Töchter des Ortes
- Ludwig Gustav von Winterfeld (1807–1874), preußischer Offizier, Politiker und Familienhistoriker, Mitglied des Preußischen Herrenhauses